# Бейн-Гарбор
Бейн-Гарбор (англ. Baine Harbour) — містечко в Канаді, у провінції Ньюфаундленд і Лабрадор.

## Населення
За даними перепису 2016 року, містечко нараховувало 124 особи, показавши скорочення на 9,5%, порівняно з 2011-м роком. Середня густина населення становила 25,7 осіб/км².
З офіційних мов обидвома одночасно не володів жоден з жителів, тільки англійською — 120.
Працездатне населення становило 56,5% усього населення, усі були зайняті. 100% осіб були найманими працівниками, а 0% — самозайнятими.
30,4% мешканців мали закінчену шкільну освіту, не мали закінченої шкільної освіти — 39,1%, 34,8% мали післяшкільну освіту, з яких 50% мали диплом бакалавра, або вищий.
| Статево-вікова структура населення | Статево-вікова структура населення | Статево-вікова структура населення | Статево-вікова структура населення | Статево-вікова структура населення |
| ---------------------------------- | ---------------------------------- | ---------------------------------- | ---------------------------------- | ---------------------------------- |
|                                    |                                    |                                    |                                    |                                    |
| Всього                             | Всього                             | 52,0%48,0%                         |                                    |                                    |
| 0 — 14 років                       | 0 — 14 років                       |                                    | 12,5%                              | 12,5%                              |
| 15 — 64 років                      | 15 — 64 років                      |                                    | 58,3%                              | 58,3%                              |
| 65 і більше                        | 65 і більше                        |                                    | 29,2%                              | 29,2%                              |
| Середній вік (років)               | Середній вік (років)               | 47,544,5                           | 46,0                               | 46,0                               |
| Медіана (років)                    | Медіана (років)                    | 52,246,8                           | 50,2                               | 50,2                               |
| — чоловіки — жінки                 |                                    |                                    |                                    |                                    |

| Походження мешканців:     | Походження мешканців:     | Походження мешканців: | Походження мешканців: | Походження мешканців: |
| ------------------------- | ------------------------- | --------------------- | --------------------- | --------------------- |
| Походження                |                           |                       | осіб                  | %                     |
| Корінні американці        | Корінні американці        |                       | 0                     | 0%                    |
| Інше північноамериканське | Інше північноамериканське |                       | 80                    | 59.26%                |
| Європейське               | Європейське               |                       | 65                    | 48.15%                |
| британське                | британське                |                       | 65                    | 48.15%                |

| Зайнятість населення за галузями (за класифікацією NOC): | Зайнятість населення за галузями (за класифікацією NOC): | Зайнятість населення за галузями (за класифікацією NOC): | Зайнятість населення за галузями (за класифікацією NOC): | Зайнятість населення за галузями (за класифікацією NOC): |
| -------------------------------------------------------- | -------------------------------------------------------- | -------------------------------------------------------- | -------------------------------------------------------- | -------------------------------------------------------- |
|                                                          |                                                          |                                                          |                                                          |                                                          |
| Природничі та прикладні науки                            | Природничі та прикладні науки                            |                                                          | 15,4%                                                    | 15,4%                                                    |
| Охорона здоров'я                                         | Охорона здоров'я                                         |                                                          | 23,1%                                                    | 23,1%                                                    |
| Освіта, правозахист, муніципальні та урядові служби      | Освіта, правозахист, муніципальні та урядові служби      |                                                          | 23,1%                                                    | 23,1%                                                    |
| Гуртова торгівля, транспорт та обладнання                | Гуртова торгівля, транспорт та обладнання                |                                                          | 23,1%                                                    | 23,1%                                                    |
| Виробництво                                              | Виробництво                                              |                                                          | 15,4%                                                    | 15,4%                                                    |

## Клімат
Середня річна температура становить 4,9°C, середня максимальна – 19,1°C, а середня мінімальна – -11°C. Середня річна кількість опадів – 1 656 мм.
| Клімат поселення                              | Клімат поселення | Клімат поселення | Клімат поселення | Клімат поселення | Клімат поселення | Клімат поселення | Клімат поселення | Клімат поселення | Клімат поселення | Клімат поселення | Клімат поселення | Клімат поселення | Клімат поселення |
| Показник                                      | Січ.             | Лют.             | Бер.             | Квіт.            | Трав.            | Черв.            | Лип.             | Серп.            | Вер.             | Жовт.            | Лист.            | Груд.            |                  |
| Середній максимум, °C                         | 0,04             | −0,47            | 2,72             | 7,27             | 12,28            | 16,63            | 18,80            | 19,13            | 15,73            | 10,87            | 6,29             | 1,52             |                  |
| Середня температура, °C                       | −5,22            | −5,73            | −2,54            | 2,03             | 7,01             | 11,37            | 15,42            | 15,74            | 12,35            | 7,50             | 2,91             | −1,87            |                  |
| Середній мінімум, °C                          | −10,48           | −11              | −7,8             | −3,24            | 1,75             | 6,12             | 12,04            | 12,36            | 8,98             | 4,12             | −0,46            | −5,23            |                  |
| Норма опадів, мм                              | 143              | 134              | 129              | 138              | 126              | 119              | 115              | 106              | 160              | 175              | 161              | 150              |                  |
| Середньомісячна швидкість вітру, м/с          | 8.51             | 7.85             | 7.35             | 6.50             | 5.56             | 5.07             | 4.84             | 5.03             | 5.72             | 6.61             | 7.50             | 8.13             |                  |
| Середньомісячна сонячна радіація, кДж/м²·день | 3931             | 6708             | 10754            | 14061            | 17517            | 19183            | 18685            | 16067            | 12251            | 7399             | 4289             | 3080             |                  |
| --------------------------------------------- | ---------------- | ---------------- | ---------------- | ---------------- | ---------------- | ---------------- | ---------------- | ---------------- | ---------------- | ---------------- | ---------------- | ---------------- | ---------------- |
| Джерело:                                      |                  |                  |                  |                  |                  |                  |                  |                  |                  |                  |                  |                  |                  |